# Aéroport de Montréal-Mascouche
Ne doit pas être confondu avec Aérodrome de Lac Agile (Mascouche).
L'aéroport de Montréal-Mascouche, (TC LID : CSK3) était un petit aéroport d’aviation générale situé à Mascouche, à environ 20 km au nord-est de Montréal, au Québec.  L'aéroport est fermé depuis le 15 novembre 2016. 

## Histoire
L'aéroport de Mascouche était doté d'une piste de 915 × 25 mètres, pavée et munie d'un système d'éclairage pour l'atterrissage de nuit. On y retrouvait des écoles de pilotage telles que l'Académie de l'Aviation Bruel, Cargair Ltée, Mascair et A.L.M. Par Avion. Les utilisateurs de l'aéroport s'étaient regroupés pour former l'Association des Pilotes et Propriétaires de l'Aéroport de Mascouche (APPAM).
Le 15 novembre 2016, l'aéroport est fermé par la Ville de Mascouche afin d'y aménager un parc industriel et commercial. En novembre 2016, un projet de relocalisation de l'aéroport à 2 km du site actuel a été approuvé par le gouvernement fédéral.  On y proposait 2 pistes perpendiculaires et plusieurs hangars. Le nouveau site avait été également été désigné comme siège social pour l'Association des Aviateurs et Pilotes de Brousse du Québec (APBQ).  Après une longue saga judiciaire, l'APPAM renonce au projet de l'aérodrome des Moulins lui préférant un site à St-Roch de l'Achigan qui ne sera pas approuvé par le gouvernement fédéral. À ce jour, aucun nouveau site n'a encore été proposé pour la relocalisation de l'aéroport de Mascouche.